# Cynthia Preston
Pour les articles homonymes, voir Preston.
Cynthia Preston est une actrice canadienne née le 18 mai 1968 à Toronto (Ontario).

## Filmographie

### Cinéma
- 1987 : The Darkside : Laura
- 1988 : Pin... : Ursula Linden
- 1988 : The Brain : Janet
- 1989 : Le Bal de l'horreur 3 : Dernier baiser avant l'enfer : Sarah Monroe
- 1991 : Espion junior (If Looks Could Kill) : Melissa Tyler
- 1994 : Whale Music : Claire Lowe
- 1998 : The Ultimate Weapon : Mary Kate
- 1998 : Joseph's Gift : Lydia
- 1999 : Convergence : Ali Caine
- 2000 : Left-Overs : Beth
- 2001 : Living in Fear : Mary Hausman
- 2001 : Face au tueur (Facing the Enemy) : Nikki Mayhew
- 2003 : The Event : Amy
- 2006 : Domestic Import : Marsha McMillan
- 2010 : Locked Away : Rachel
- 2013 : Only I : Linda
- 2013 : Carrie : La Vengeance : Eleanor Snell

### Télévision

#### Téléfilms
- 1986 : Un si long chemin (Miles to Go...) : Jani Browning
- 1986 : Hangin' In : Sara
- 1992 : Le Meurtrier de l'Illinois (To Catch a Killer) : Cindy Beck
- 1994 : Madonna: Innocence Lost : Jude O'Mally
- 1995 : Black Fox : Delores Holtz/Morning Star
- 1995 : Black Fox: The Price of Peace : Delores Holtz/Morning Star
- 1999 : Total Recall 2070 : Olivia Hume
- 2000 : The Thin Blue Lie : Kate Johnson
- 2001 : Living in Fear : Mary Hausman
- 2001 : Recherche jeune femme aimant danser : Erin Kelley
- 2007 : Un œil sur mon mari (Til Lies Do Us Part) : Jeanette
- 2008 : Lone Rider : Constance
- 2008 : La Vengeance faite femme (The Love of Her Life) : Allison Hagan
- 2009 : La Vengeance d'une sœur (A Sister's Secret) : Jane
- 2010 : Prise au piège (Locked Away) : Rachel
- 2012 : J'ai détruit mon mariage (The Wife He Met Online) : Virginia Meyers
- 2012 : La Vengeance de Gina (A Nanny's Revenge) : Vanessa Princeton
- 2012 : Whiskey Business : Jess
- 2019 : Escort girl pour payer ses études (The Cheerleader Escort) : Karen Talbot

#### Séries télévisées
- 1986 : The Lawrenceville Stories : Sally
- 1987 : American Playhouse : Sally
- 1989 : E/R : Melany Baker
- 1989 : Le Voyageur (The Hitchhiker) : Stéphanie
- 1989 : The Legend of Zelda : princesse Zelda (voix)
- 1989-1990 : Vendredi 13 (Friday the 13th) : Grace Colwell / Stéphanie
- 1989-1991 : Street Legal (en) : Jeanine Hudson / Fiona Crossley
- 1990 : E.N.G. : Linda Slater
- 1990 : Mon plus beau secret (My Secret Identity) : Penny / Stacy
- 1990 : Captain N & The Adventures of Super Marios Bros 3 : princesse Zelda (Voix)
- 1990 : Captain N (Captain N: The Game Master) : Princesse Zelda (Voix)
- 1991 : Un privé sous les tropiques (Sweating Bulets) : Mina
- 1991 : Beyond Reality : Jenny Lambert
- 1992 : Le Justicier des ténèbres (Forever Knight) : Ann Foley
- 1993 : Le Ranch de l'espoir (en) (Neon Rider) : Susan 'Sunflower' Sarandon
- 1993 : Matrix : Carolyn Beals
- 1993 : The Hidden Room : Jackie
- 1995 : Taking the Falls : Moira
- 1995 : Picture Windows : Daughter
- 1995 : Au-delà du réel : L'aventure continue (The Outer Limits) : Mina Link (épisode 1.19 : Je pense, donc...)
- 1998 : Les Repentis (Once a Thief) : Ivy
- 1998 : Viper : May Beth Andrews
- 1998 : X-Files : Aux frontières du réel (épisode Folie à deux) : Nancy Aaronson
- 1999 : Total Recall 2070 : Olivia Hume
- 1999 : Sydney Fox, l'aventurière : Hanna
- 2000 : Falcone (en) : Alana
- 2000 : The Trouble with Normal : Audrey
- 2002 : Andromeda : Liandra
- 2002 : Les Experts (CSI: Crime Scene Investigation) : une serveuse
- 2002 -2004 : Hôpital central (General Hospital) : Faith Roscoe
- 2004 : Less Than Perfect (en) : Monique
- 2005 : Mon oncle Charlie (Two and a Half Men) : Heather
- 2005 : Numb3rs : Mme McHugh
- 2007 : Bones : Amelia Trattner
- 2008 : Secrets inavouables (Dead at 17) : Julie
- 2010 : Les Mystères de Haven (Haven) : Vanessa Stanley
- 2011 : Flashpoint : Sue Fuller
- 2013 : Lost Girl : Selene
- 2013 : Hannibal : Emma Buddish